# 新潟県立柏崎常盤高等学校
新潟県立柏崎常盤高等学校（にいがたけんりつ かしわざきときわこうとうがっこう)、英称：Niigata Prefectural Kashiwazakitokiwa High School）は、新潟県柏崎市に所在する県立高等学校である。

## 概要
本校の起源は1903年（明治36年）に刈羽郡が設置した刈羽郡立高等女學校の開校に遡る。県内の女学校としては4番目に開校した。

## 沿革
- 1903年4月30日 - 新潟県刈羽郡立高等女學校の設置許可、創立記念日。
- 1903年6月8日 - 柏崎市妙行寺にて開校する。
- 1907年4月1日 - 刈羽郡から新潟県へ移管され、新潟県立柏崎高等女學校と改称する。
- 1948年4月1日 - 学制改革により新潟県立柏崎女子高等学校と改称する。
- 1950年4月1日 - 新潟県立柏崎常盤高等学校と改称し、被服科を設置。
- 1954年4月1日 - 保育科を設置する。
- 1958年4月1日 - 専攻科を設置する。
- 1976年4月8日 - 普通科が男女共学となる。
- 1979年11月14日 - 現校舎が竣工、記念式典挙行。
- 1985年 - 専攻科を閉科する。
- 1989年6月17日 - 第二グラウンド竣工。
- 1998年4月1日 - 保育科募集停止。
- 2000年3月31日 - 保育科閉科及び付属幼稚園閉園。
- 2002年4月1日 - 被服科募集停止。
- 2003年10月25日 - 創立100周年・被服科閉科記念式典挙行。
- 2004年3月31日 - 被服科を閉科し、普通科6学級のみとなる。

## 校歌
- 『新潟県立柏崎常盤高等学校校歌』（作詞：中村千栄子・作曲：湯山昭）[2]

## 部活動
- 陸上競技部
- 登山部
- 卓球部
- 野球部　県大会最高位ベスト4（1999年夏・2003年秋）
- バレーボール部（女子）
  - 高校総体出場3回（1956～58年）
  - 国体出場1回（1953年）
  - 県総体優勝3回（1953～55年）
  - 準優勝3回（1967、69、88年）
- バスケットボール部（男・女）
- バドミントン部（男・女）
- ソフトテニス部（男・女）
- 剣道部
- 水泳部
- なぎなた部
  - 高校総体出場多数
- 女子ハンドボール部
  - ※休部、高校総体出場7回（1963～65・67～70年）
- 生物部
- 英語部
- 吹奏楽部    
  - 2012年　県代表として第18回西関東吹奏楽コンクールに出場[3]、銀賞受賞[4]
  - 2013年　県代表として第19回西関東吹奏楽コンクールに出場[5]、銀賞受賞[6]
- 合唱部
- 美術部
- 書道・ペン習字部
- 食物部
- 保育福祉部
- 放送部
- 演劇部
- 写真部
  - 第15回全国高等学校写真選手権大会優勝
- 茶道部
- 華道部

## 著名な出身者
- 中村千栄子（詩人、作詞家）
- 佐藤昭子（田中角栄秘書・政経調査会主宰）
- 桑原奈々（歌手）
- YUI（女優・タレント・日出女子学園高校へ転校）
- 内山美重（プロフェッショナルスノーボーダー）

## 交通・アクセス方法
- JR東日本（越後線）東柏崎駅（跨線橋出入口）より東へ約220m[7]（徒歩：約3分[7]）